# Novikov ritus van het Martinisme
De Novikov ritus is een bepaalde filiatie binnen het martinisme.
Deze opvolgingslijn is ontstaan toen Louis-Claude de Saint-Martin Prins Kurakin, een diplomaat initieerde.
De filiatie verloopt als volgt:
1. Louis-Claude de Saint-Martin
2. Prins Alexander Kurakin
3. Nicolas Novikov
4. Gamaleï
5. Posdéëv
6. Arséniëv
7. Pierre Kasdnatchéëv
8. Serge Marcotoune (1930)

## Zijtak met link naar hetfosfenisme
Arthème Galip, een Oekraïens diplomaat, lid van de Novikov ritus, initieerde Dr. Francis Lefebure, die deze inwijding aan sommige van zijn leerlingen zou doorgeven.